# Monopetalotaxis luteopunctata
Monopetalotaxis luteopunctata is een vlinder uit de familie wespvlinders (Sesiidae), onderfamilie Sesiinae.
Monopetalotaxis luteopunctata is voor het eerst wetenschappelijk beschreven door de Freina in 2011. De soort komt voor in het Afrotropisch gebied.